# Jacob Rijf
Jacob Rijf, född 17 juli 1753 i Pedersöre i Österbotten, död 25 december 1808 i Stockholm, var en finlandssvensk arkitekt och kyrkbyggmästare. Han tillhörde en känd kyrkbyggarsläkt, bland vars medlemmar märks hans far Thomas Rijf (1726–1803) och hans son Carl Rijf (1783–1808). 
Jacob Rijf studerade arkitektur vid Konstakademin i Stockholm; bland hans lärare märks Carl Fredrik Adelcrantz, Carl Gustaf Pilo och Olof Tempelman. Rijf utnämndes 1784 till länsarkitekt i Västerbotten. Han kom härigenom att vara verksam på ömse sidor om Bottenviken. Rijf försökte åstadkomma en syntes mellan den gustavianska stilen och den av allmogearkitekter utvecklade kyrkobyggnadsstilen. 

## Kyrkobyggnader
Till hans främsta arbeten hör Larsmo kyrka, som han byggde 1785–1788 tillsammans med fadern. Kortesjärvi kyrka (påbörjad 1791) anses vara en av träkyrkoarkitekturens främsta skapelser i Finland. Nämnas kan även Vindala kyrka, en tolvhörning av trä, uppförd 1807 enligt ritningar av Jacob Rijf.
Andra framträdande exempel på kyrkobyggnader av Rijf är Nedertorneå kyrka i finska Nedertorneå och Skellefteå landsförsamlings kyrka, vilka liknar varandra. Rijf avled under renoveringsarbeten av Kungsholms kyrka i Stockholm.

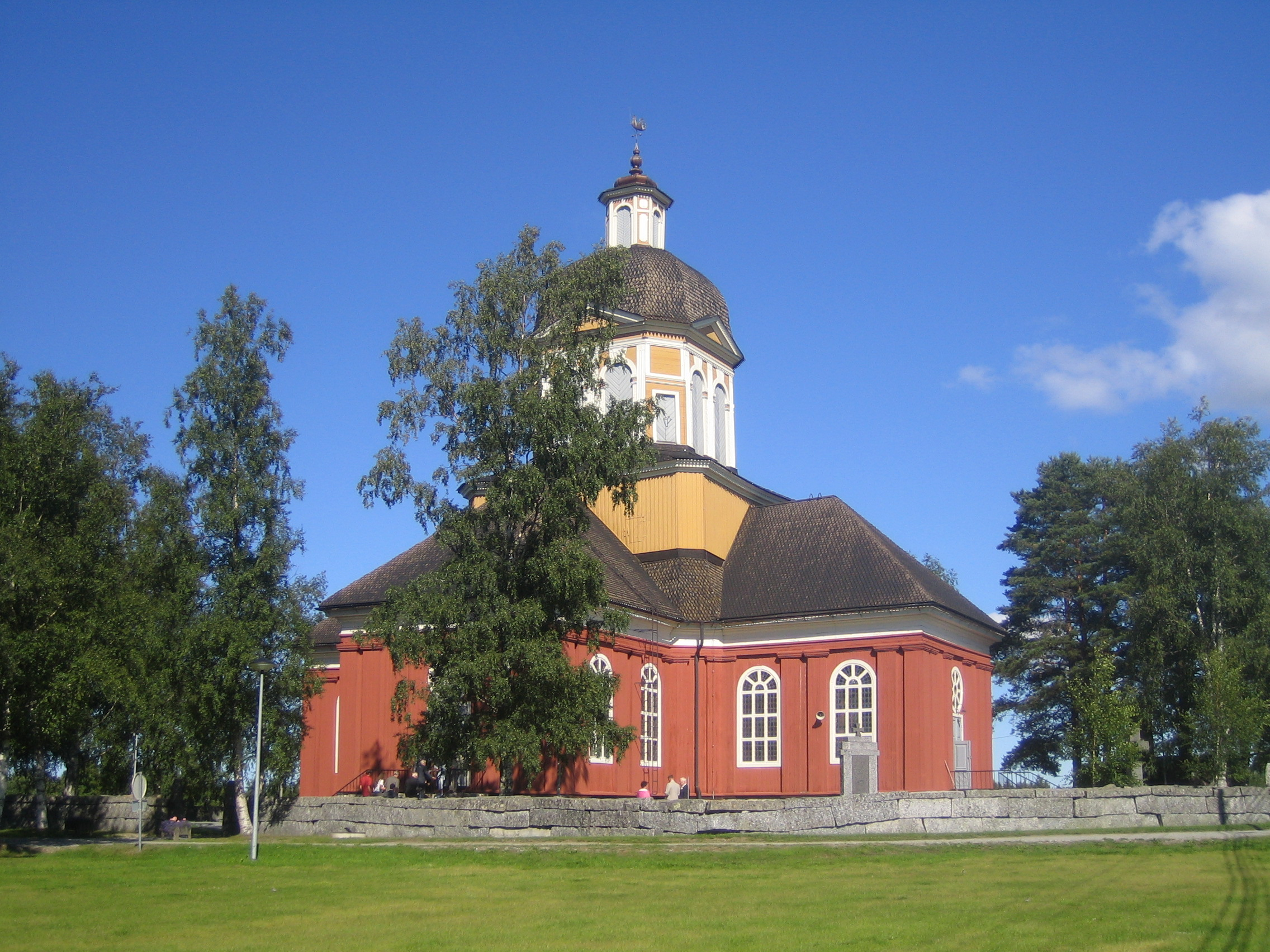
Larsmo kyrka
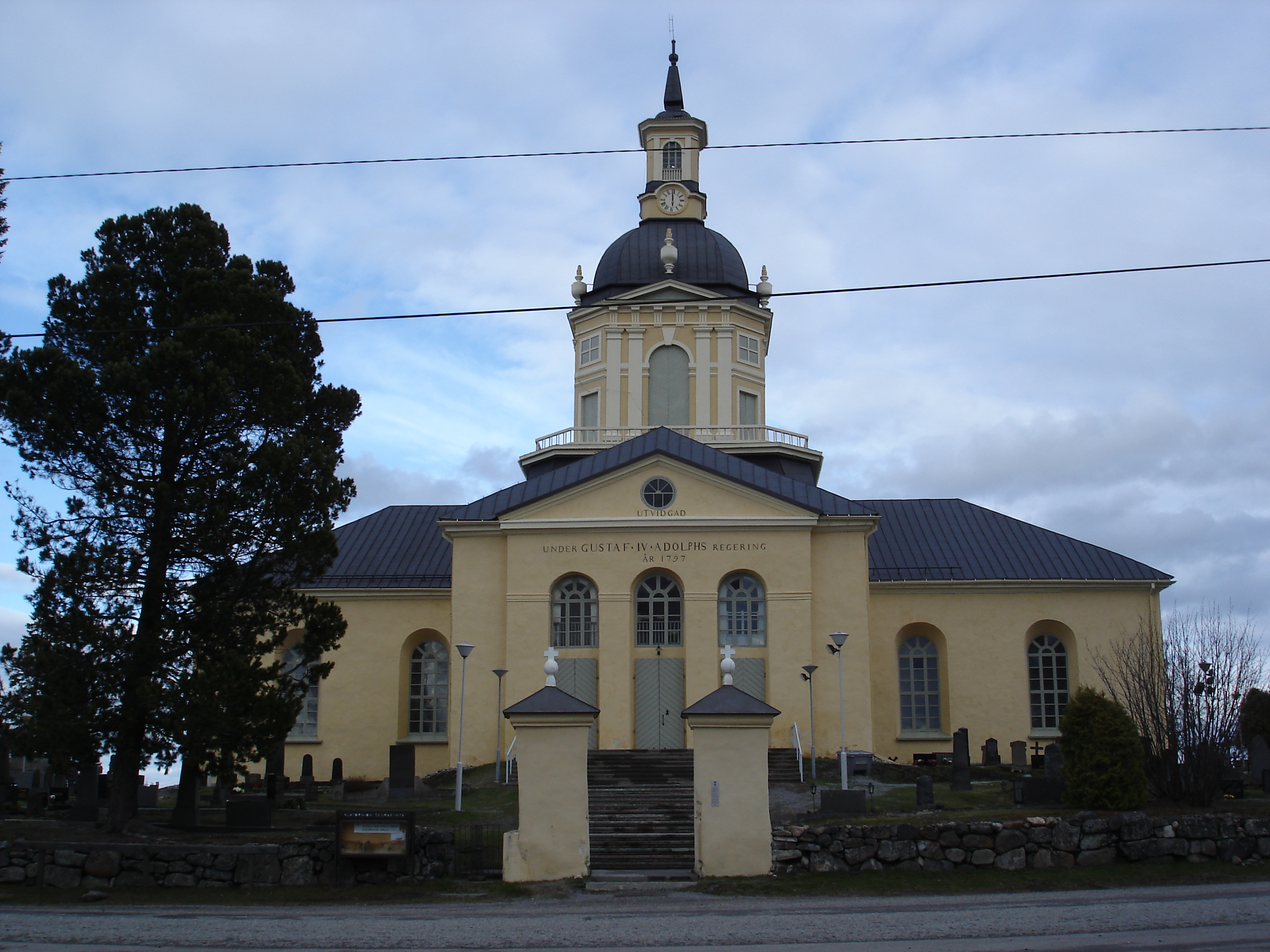
Nedertorneå kyrka
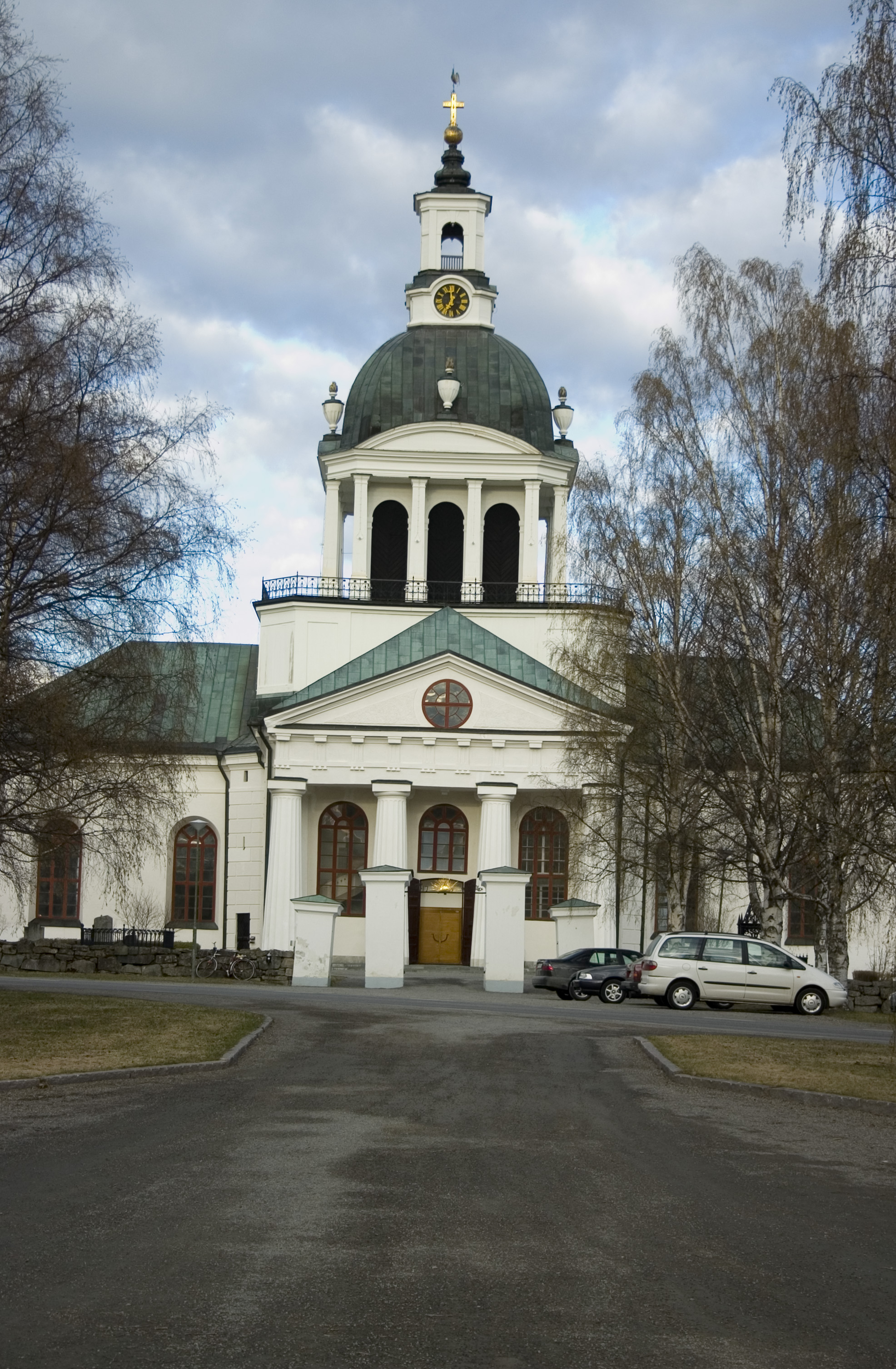
Skellefteå landskyrka
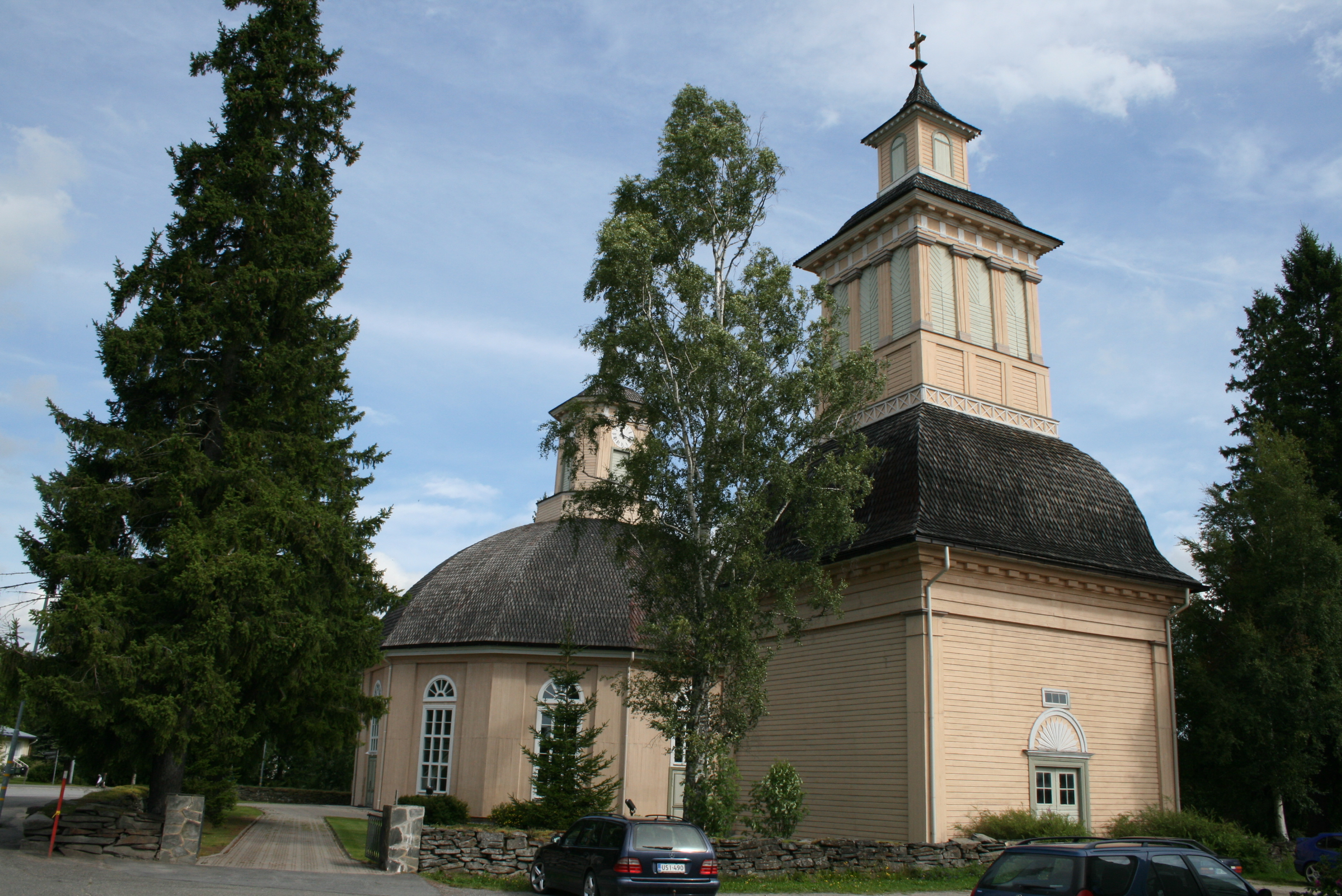
Vindala kyrka
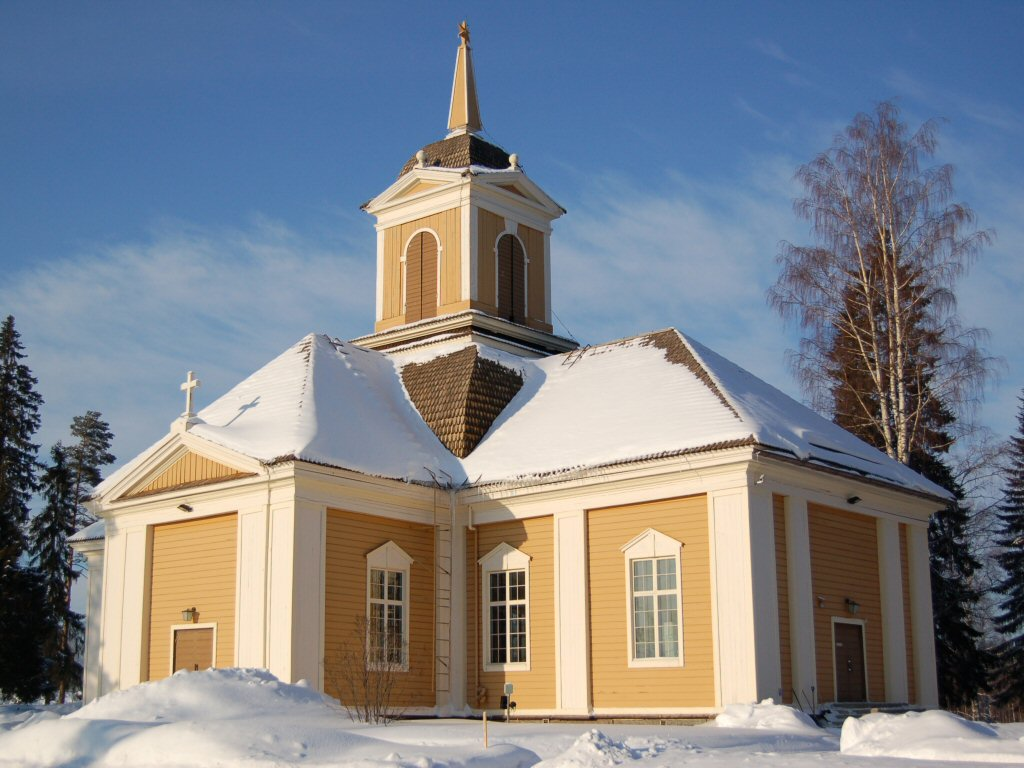
Överkiminge kyrka